# Selenops gracilis
Selenops gracilis is een spinnensoort in de taxonomische indeling van de Selenopidae.
Het dier komt voor in Mexico.
Het dier behoort tot het geslacht Selenops. De wetenschappelijke naam van de soort werd voor het eerst geldig gepubliceerd in 1953 door Martin Hammond Muma.